# Vitanje
Vitanje je trško naselje od leta 1306 in od leta 1995 upravno središče istoimenske občine Vitanje. 

## Geografske značilnosti
Naselje Vitanje leži v kotlini. Celotno območje današnjega Vitanja obsega predvsem hribovito pokrajino na obronkih jugozahodnega Pohorja in podaljška Karavank. Ti pogorji loči brazda - del prelomnice, ki poteka od Labotske doline skozi Slovenjegraško kotlino in se usmerja proti Panonski kotlini. V tem predelu Pohorja se najvišje dviguje Rogla (1517 m), visoko pa je tudi zahodno od Rogle potekajoče sleme Kraguljišča (1454 m), Turna (1463 m) in Volovice nad Glažutsko planino (1455 m). Odrastkom Karavank oz. geološki enoti Vitanjskih Karavank pripadata Paški Kozjak in njegova planinska točka Basališče (1272 m) ter Stenica (1091 m). Za razliko od odrastkov Karavank so v vrhovih in planotah Pohorja visoko izvirajoči potoki, ki imajo velik pomen za oskrbo širšega območja s pitno vodo (npr. Celja). Poselitev je razpršena. Od celotne površine občine (slabih 6000 ha) je kar 78 % demografsko višinsko ogroženega območja.

## Prometne povezave
Omenjena brazda iz poglavja o geografskih značilnostih je zaradi naravnih danosti že v antičnem obdobju imela velik prometno povezovalni pomen. Vitanje je kot trg nastalo in se razvilo na osnovi prav te, že v antiki znane cestne povezave med vzhodno Štajersko in Koroško. Danes, ko je cesta na relaciji Slovenj Gradec - Gornji Dolič - Vitanje - Stranice od koder je povezava proti Mariboru, posodobljena, pa ponovno dobiva veljavo, saj je to najbližja povezava med Koroško s turističnimi Zrečami, ki so iz Vitanja oddaljene le 10 km in znanim športno rekreativnim centrom na Rogli, ki je oddaljen 24 km, do kamor vodijo tudi izjemno privlačne planinske poti. Zahodno od Vitanja (15 km) so tudi terme Dobrna. Potrebno je omeniti tudi povezavo Celje - Vojnik - Nova Cerkev - Velenje, saj je bil odcep do Vitanja skozi Novo Cerkev in Socko znan že v 12. stoletju, danes pa ima svoj čar predvsem v ohranjeni naravni in kulturni dediščini - cesta sama je namreč skrajno dotrajana in občina Vojnik se po delih loteva njene temeljite obnove.

## Zgodovina
Bloki marmorja, ki so jih v nekaterih starejših hišah uporabili za prag in pa najdeni rimski nagrobniki kažejo na to, da so tod že v antiki prebivali Rimljani.
Ime »Weitenstein«, ki se za Vitanje uporablja na starejših kartah, pomeni Vidov kamen. V bližini cerkvice sv. Vida na Hudinji je bilo že v rimski dobi in verjetno že prej bogato nahajališče marmorja, o čemer pričajo tudi arheološke izkopanine. Posebej zanimivi sta naselji Zgornji in Spodnji Brezen, ki namigujeta na vulkansko poreklo masiva Paškega Kozjaka.  
Slovani so se na tem območju naselili v 6. stoletju. Po izgubi karantanske samostojnosti je tudi območje Vitanja prešlo pod frankovsko oblast velikega rimsko-nemškega cesarstva. Ob koncu 10. stoletja je ozemlje prešlo v last savinjskega mejnega grofa Viljema Breže-Selškega in ob koncu 11. stoletja pod krško škofijo.
Kraj Vitanje je takrat postal upravno središče obširnega območja, saj so krški škofje tu imeli svoje ministeriale, iz katerih se je kasneje razvil rod Vitanjske gospoščine, ki je postavila dva gradova. Stari ali Gornji grad je stal na strmi vzpetini na južni strani naselbine in se prvič omenja leta 1140. Propadel je po letu 1680 in razvaline so vidne še danes. Južno od gradu se v Hudinjo izliva s 5 metrskim slapom potok Žimpret (Dantejev pekel). Novi ali Spodnji grad je nastal jugovzhodno od naselbine ob vhodu v sotesko Hudinje. Prvič se omenja leta 1322 in je imel podobno usodo kot Stari grad, le da je propadel po letu 1790, po požaru. Grb Vitanjske gospoščine je prevzel trg in danes tudi občina. O pomenu treh školjk v grbu najglasneje govori teorija ali zgolj legenda, da je v kotlini, v kateri se danes nahaja Vitanje, nekoč obstajalo jezero.
Prvotno Vitanje je obsegalo le tisti del današnje naselbine, ki leži ob stari župnijski cerkvi sv. Petra in Pavla. Kaj kmalu pa se je razvilo novo središče naselja, trg, ki je nastal okoli škofijskega dvorca, takratnega upravnega središča. Naselju so bile leta 1306 podeljene trške pravice.   
 Zaradi gospodarskih vplivov je bil trg izrazito ponemčen, medtem ko je ostala Vitanjska vas z okolico močno slovensko narodno zavedna. Z razvojem je trg postal relativno lokalno pomembno trgovsko in obrtniško središče, okolica pa je ohranila kmečki značaj. Tam so se že v 17. stoletju razvili zametki fužin in glažut. .
Po gradnji železnice in novih cestnih povezav, ki so Vitanje zaobšle, je naselje z okolico vred izgubilo svojo veljavo, odmaknjenost od glavnih prometnih povezav pa je vodila do gospodarskega nazadovanja.
Danes se odmaknjenost kaže predvsem kot prednost, zaradi ohranjenega naravnega okolja. Sestava tukajšnjih gozdov (ki zavzemajo večino površine) se je vseeno močno spremenila iz nekdanjega mešanega oz. skoraj bolj listnatega gozda z bukvijo kot prevladujočo drevesno vrsto, v večinsko iglasti gozd s smreko kot glavnim tipom rastja.  Ta sprememba je nastala ravno zaradi fužin in glažut, ki so izrabljale bukev kot najboljši lesni energent, pogozdovalo pa se je s smrekami, in sicer iz preprostega ekonomskega razloga - ker hitreje rastejo. Večina pohorskega območja Vitanja je vodnovarstveno območje. Večjih tovarn, razen obrata Uniorja in podjetja Kovinar, na območju ni, tako da le 16 % zaposlenih dela v kraju stalnega prebivališča in še to pretežno v Vitanju.

## Kulturna dediščina in spomeniki
- župnijska cerkev Sv. Petra in Pavla (spodnja cerkev)
- cerkev Matere Božje na Hriberci (zgornja cerkev)

Vsako leto v Vitanju poteka tradicionalna prireditev Holcerija, ki se jo organizira enkrat letno, večinoma v avgustu. Njeno bistvo je predstavitev starih običajev v tem delu južnega Pohorja in prikaz nekdanjih gozdarskih veščin. Poleg tega se na dan prireditve odvijajo raznovrstne tematsko povezane razstave v kulturnem domu in vsesplošni zabavni program na športnem igrišču zraven doma. V sklopu prireditev je že nekaj let podeljevanje nagrad za urejeno okolje in pa malonogometni turnir za pokal holcerja, ki se ga organizira nekaj dni pred ali po osrednjem dnevu Holcerije.
Ruševine obeh vitanjskih gradov, Goleževega (tudi Stari oz. Spodnji grad) in Krajnikovega gradu (tudi Novi ali Gornji grad) sta vidna še danes. Grb rodu vitanjske gospoščine je povzel trg in danes tudi občina.

## Center Hermana Potočnika Noordunga
Center Hermana Potočnika Noordunga je kulturni center in sedež zavoda v Vitanju, ki se posveča raziskavam in razvijanju programov kulturalizacije vesolja.

## Znani Vitanjčani
- Andrej Čebul (1758-1839), duhovnik, pisatelj[3]
- Franc Jankovič (1871-1934), zdravnik, politik in publicist
- Hinko Scheidela (1874-1912), šolnik in strokovni pisatelj[4]
- Ivan Sojč (1879-1951), kipar